# تارة كيليان
تارة كيليان (بالإنجليزية: Tara Killian)‏ هي ممثلة أمريكية، ولدت في 21 يونيو 1977 في كولومبيا في الولايات المتحدة.

## وصلات خارجية
- تارة كيليان على موقع IMDb (الإنجليزية)
- تارة كيليان على موقع قاعدة بيانات الفيلم (الإنجليزية)